# Centralny Węzeł Łączności Sił Powietrznych
Centralny Węzeł Łączności Sił Powietrznych był instytucją podległą Dowódcy Sił Powietrznych.
Głównym zadaniem CWŁSP było zapewnienie łączności Siłom Powietrznym, administrowanie systemami dowodzenia oraz podsystemem łączności, a także za zapewnienie technicznej współpracy stacjonarnego systemu łączności SP z systemem łączności NATO.

## Historia
- 1950 – na podstawie rozkazu dowódcy Wojsk Lotniczych i Obrony Powietrznej Kraju powstał Węzeł Łączności dowództwa WOPK;
- 1952 – Węzeł powiększył się o Radiowe Centrum Nadawcze;
- 1963 – powstała Grupa Radiostacji Średniej Mocy;
- 1967 – utworzono Polowy Węzeł Łączności, którego zadaniem było zabezpieczenie mobilnej łączności radiowej sztabowi WOPK;
- 1975 – powstał Pomocniczy Węzeł Łączności w rejonie Warszawa Bemowo;
- 1998 – na podstawie rozkazu Dowódcy WLOP Węzeł Łączności WLOP w Warszawie został połączony z 1. Węzłem Łączności 1 KOP i przeformowany na Węzeł Łączności dowództwa Wojsk Lotniczych i Obrony Powietrznej.
- 31 grudnia 2001 rozformowano Węzeł Łączności dowództwa Wojsk Lotniczych i Obrony Powietrznej, a na jego miejsce 1 stycznia 2002 powołano Centralny Węzeł Łączności WLOP,
- 2004 – zmieniono nazwę Węzła na Centralny Węzeł Łączności Sił Powietrznych.
- 30 listopada 2006 na podstawie rozkazu Dowódcy Sił Powietrznych Centralny Węzeł Łączności Sił Powietrznych został rozformowany.
- 1 grudnia 2006 z połączenia rozformowanych CWŁSP oraz Centrum Automatyzacji Sił Powietrznych powstało Centrum Wsparcia Teleinformatycznego Sił Powietrznych.

## Szefowie Węzła Łączności
- 1950–1955 – mjr Henryk Zdunek
- 1955-1974 – ppłk Kazimierz Karski
- 1974-1975 – ppłk Jan Blij
- 1975-1978 – płk Jan Godlewski
- 1978-1990 – płk Jan Zakrzewski
- 1990-1994 – płk Wiesław Młynarczyk
- 1994-1997 – płk Tadeusz Pawełas
- 1997-2000 – ppłk Andrzej Sidor
- 2000-2002 – mjr Krzysztof Piechotka
- 2002 - 30 czerwca 2004 – ppłk Andrzej Fidecki
- 1 lipca 2004 - 24.10.2006 – płk Włodzimierz Miłek
- 24.10.2006 - 30.11.2006 – p.o. mjr Andrzej Kwaśnik